# Jabberwocky (poème)
Pour les articles homonymes, voir Jabberwocky.

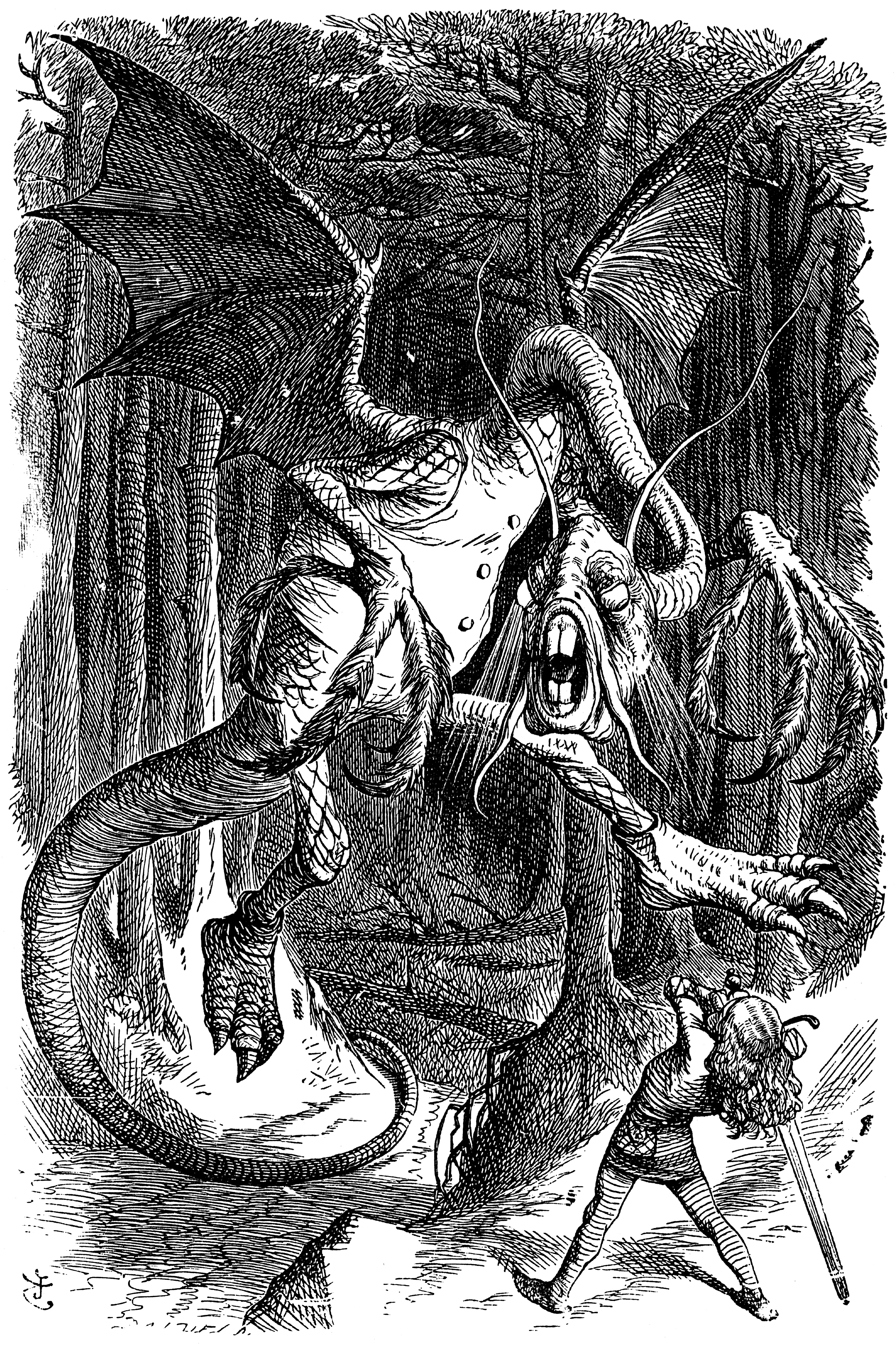
Illustration du Jabberwock par John Tenniel.

Le Jabberwocky (ou Jabberwock ou Jaseroque  dans certaines traductions françaises) est un des poèmes les plus connus de Lewis Carroll, qui apparaît à l'origine dans De l'autre côté du miroir (Through the Looking-Glass, and What Alice Found There, 1871).
En triturant la langue et les mots, en inventant le mot-valise (qu'il appelle « portmanteau » en référence au mot français « porte-manteau »), Lewis Carroll ouvre une voie nouvelle pour les poètes et la poésie, qu'empruntent ensuite, en France, aussi bien Roussel et Artaud que Leiris, puis Queneau et les oulipiens comme Roubaud, Salon, Fournel ou encore Le Tellier.

## Texte original
Le poème est inséré dans le premier chapitre de De l'autre côté du miroir, où une glace est nécessaire à Alice pour parvenir à le lire, car il est imprimé à l'envers :
| ’Twas brillig, and the slithy toves Did gyre and gimble in the wabe; All mimsy were the borogoves, And the mome raths outgrabe. “Beware the Jabberwock, my son! The jaws that bite, the claws that catch! Beware the Jubjub bird, and shun The frumious Bandersnatch !” He took his vorpal sword in hand: Long time the manxomefoe he sought— So rested he by the Tumtum tree, And stood awhile in thought. | And as in uffish thought he stood, The Jabberwock, with eyes of flame, Came whiffling through the tulgey wood, And burbled as it came! One, two! One, two! And through and through The vorpal blade went snicker-snack! He left it dead, and with its head He went galumphing back. “And hast thou slain the Jabberwock? Come to my arms, my beamish boy! O frabjousday! Callooh! Callay!” He chortled in his joy. |

## Traductions françaises
Lewis Carroll a lancé à ses traducteurs un vrai défi. Se frotter à la traduction de Jabberwocky, c'est à la fois pénétrer dans les profondeurs d’une langue et de son imaginaire, mais aussi se plier à une impérieuse et unique exigence de rythme, de musique et de sens.
La traduction souvent citée est la première des deux réalisées par Henri Parisot (1946), en voici un extrait pour la première strophe :
« Il était grilheure ; les slictueux toves
Sur l’alloinde gyraient et vriblaient ;
Tout flivoreux étaient les borogoves
Les vergons fourgus bourniflaient. »
Dans le long-métrage d'animation Alice au pays des merveilles de Walt Disney, le Chat du Cheshire chante ce refrain comme une rengaine. En français, elle a été traduite par :
« Fleurpageons
Les rhododendroves
Gyraient et gygamblaient dans les vabes
On frimait vers les pétunioves
et les momeraths engrabes ».
Il existe plus de dix autres traductions. Un ouvrage a été consacré à cette question épineuse par Bernard Cerquiglini, linguiste et spécialiste de la langue française. Dans À travers le Jabberwocky de Lewis Carroll (paru aux éditions Le Castor astral), il se concentre sur cette première strophe, incontestablement la plus originale, et analyse onze de ces mots-valises, dans huit traductions, de celle, classique, de Parisot, à celle, « anti-grammaticale », d’Antonin Artaud. La préface de cet ouvrage est d'Hervé Le Tellier.

## Dans les arts et la culture populaire
Certains des mots inventés font désormais partie de la langue anglaise générale (c.à.d., utilisés sans référence au poème), tels que chortle (rire de satisfaction) ou galumph (aller d'un galop lourd et maladroit). 

### Littérature

#### Roman
- Dans le chapitre 6 de De l'autre côté du miroir, Gros Coco (Humpty Dumpty) propose un commentaire — et presque une traduction — du poème pour en expliquer le sens à Alice.
- Une traduction partielle de Boris Vian sert de titre à une nouvelle de science-fiction de Lewis Padgett intitulée Tout smouales étaient les Borogoves.
- Fredric Brown, dans son roman policier La Nuit du Jabberwock, rend un hommage à l'univers de Lewis Carroll, et en particulier à ce poème qui sert notamment de prétexte au premier meurtre de l'histoire.
- Dans le cycle Le Fleuve de l'éternité de Philip José Farmer, Alice Liddell et Richard Francis Burton affrontent le Jabberwock dans la Tour des Éthiques.
- Le « Jaseroque » est l'animal de compagnie du schizophrène Petit Chaperon Louche dans le tome trois de la série littéraire Les Sœurs Grimm de Michael Buckley : Le Petit Chaperon Louche.
- Le Jabberwock est aussi un monstre qui poursuit Merlin, fils de Corwin d'Ambre, alors qu'il est attiré involontairement dans une Ombre ressemblant au monde d'Alice au pays des merveilles, dans Le Signe du Chaos, huitième tome du cycle des Princes d'Ambre de Roger Zelazny.
- Dans le roman Le Frumieux Bandagrippe (The Frumious Bandersnatch) d'Ed McBain paru en 2004, l'auteur rend un long hommage au poème de Lewis Carroll. La traduction utilisée dans la version française du roman (Traduction de Jacques Martinache) est celle de Robert Benayoun.
- Le roman Wonderful de Carmine Sanden met en scène le Jabberwock comme un monstre se nourrissant de la haine du personnage, le dévorant d'une manière comparable à un cancer.
- Le poème déclamé par le « Sahlu-légat vogon Styr » dans le premier tome du Guide du voyageur galactique de Douglas Adams est un pastiche du poème de Caroll.
- Dans le roman Le miroir de Satan (1987) de Graham Masterton, le Jabberwock est l'antagoniste principal, tandis que le poème de Lewis Carroll est cité à plusieurs reprises au cours du récit.

### Musique et danse
- Tom Waits et Kathleen Brennan ont écrit une chanson nommée Jabberwocky.
- Une chanson nommée Jabberwocky se trouve dans l'album Wolf Love du groupe de néofolk Omnia sorti en 2010. Ensuite, dans leur album Reflexions (2018), la chanson JabberMoonreprend exactement le poème de Lewis Carroll en répétant le premier couplet (strophe) à la fin.
- Le groupe de danseurs hip-hop JabbaWockeeZ tient son nom du titre de ce poème.
- Jabberwocky est aussi le nom d'un groupe français d'électro-pop, formé en 2013.
- Marianne Faithfull interprète le poème dans son album Come my way enregistré en 1965.
- Le Jabberwock est le titre d'une chanson de Steve Waring, dans laquelle il chante une des traductions françaises du poème.
- The Jabberwocky est la piste d'introduction de l'album Sorrow Within These Walls... du groupe de black metal Born An Abomination.
- Jabberwocky est une chanson de Colette Magny.
- En 2018, la chanteuse médiévale et Youtubeuse Erutan a utilisé le texte d'origine et composé la mélodie pour créer une chanson et un clip titré "Jabberwocky" visible sur sa chaîne Youtube[37]

### Filmographie

#### Cinéma
- Jan Švankmajer crée un court métrage en 1973 nommé Jabberwocky.
- Jabberwocky, film de Terry Gilliam de 1977, est également inspiré de ce poème.
- Tim Burton, dans son film Alice au pays des merveilles (2010) met en scène le Jabberwock dans le rôle du « champion » de la Reine rouge s'opposant à Alice, « champion » de sa sœur, la Reine blanche. Il a l'apparence d'un dragon gigantesque et démoniaque, pourvu de moustache à l'instar d'un dragon oriental. Lors de l'affrontement entre Alice et lui, il parle un court instant, jusqu'à ce qu'Alice lui coupe la langue, puis pousse à nouveau les cris habituels d'un dragon. Dans la scène qui précède le retour d'Alice à la réalité, Mirana prélève du sang du Jabberwocky censé aider Alice à rentrer chez elle ; celui-ci est de couleur violette.
- Dans le film Hellboy (2019) réalisé par Neil Marshall, lors de la première rencontre entre Hellboy et Alice Monaghan (jouée par l’actrice Sasha Lane), Alice évoque directement le poème du Jabberwocky pour se faire reconnaître de Hellboy.

#### Télévision
- Dans la série Better Off Ted (saison 1, épisode 12), un malentendu de communication est à l'origine d'immenses spéculations sur un pseudo-projet nommé Jabberwocky.
- Dans la série Once Upon a Time in Wonderland, le Jabberwocky apparaît comme une créature emprisonnée au pays des merveilles. Il apparaît à Jafar (qui le libère) sous la forme d'une femme, capable de sonder les esprits pour découvrir les plus grandes peurs des gens et les utiliser pour les torturer.
- Dans la mini-série Alice au pays des merveilles, le Chapelier et Alice sont pris en chasse par un Jabberwocky mais sont sauvés grâce à un piège du Chevalier blanc (qui a pour but d'attraper le dragon).
- Dans la série Fargo (saison 2, épisode 6), Mike Milligan se met à réciter le poème de Lewis Caroll alors que lui et son équipe s'apprêtent à passer à l'action.
- Dans la série d'animation La Colo magique (Summer Camp Island), dans l'épisode 20 de la saison 1 Une nuit sans fin, les 2 héros, Oscar et Hérissonne, sont confrontés au Jabberwocky.

### Bande dessinée
- Le Jabberwock apparaît dans le manga Pandora Hearts de Jun Mochizuki, en tant que Chain de Glen Baskerville.
- Le Jabberwock apparaît dans le manga Arms de Kyōichi Nanatsuki et Ryōji Minagawa en tant qu’arms du héros, Ryo Takatsuki.
- Dans le manga Beelzebub de Ryūhei Tamura, un démon porte le nom de Jabberwock.
- Dans l'épisode 3 du comic Fables, Blanche-Neige emprunte l'épée vorpale du Jabberwock pour venir à la rescousse de Bigby et de Jack.
- Jabberwocky 1914 (ja) est le nom d'un manga de Masato Hisa (ja) qui parle de dinosaures humanoïdes.
- Jabberwocky Lines est l'une des techniques de Yamana Mira dans Trinity Seven -7 nin no Mahoutsukai.
- Jabberwocks est le nom de l'équipe rivale des Vorpal Swords dans Kuroko's Basket.
- Le Jabberwocky apparaît dans le manga Alice in Murderland de Kaori Yuki à la fin du tome 5.
- Au début du tome 16 du manga Black Butler de Yana Toboso, Gregory Violet dessine Ciel Phantomhive avec un Jabberwock à ses côtés.

### Jeux

#### Vidéos
- Le Jabberwock apparaît en tant que boss dans le jeu PS3 Final Fantasy XIII et dans le jeu Secret of Mana.
- Le Jabberwock apparaît en tant qu'ennemi à combattre dans le jeu American McGee's Alice et est appelé « Bredoulocheux », comme dans la dernière traduction d'Henri Parisot ; on peut voir son squelette avec la première arme du jeu dans la suite de celui-ci, Alice : Retour au pays de la folie.
- Le Jabberwock est le nom de l'île dans le jeu Danganronpa 2: Goodbye Despair.
- Le poème apparaît aussi en tant qu'indice dans Les Enquêtes de Nancy Drew : L'Espion Silencieux (en).
- L'arme (un sceptre) "Wabbajack" du jeu Skyrim est aussi inspiré du Jabberwock.
- La « Carniflore » (en anglais « Shudderwock »), carte légendaire dans l'extension Le Bois Maudit du jeu vidéo Hearthstone, est une référence directe au Jabberwock.
- Le Charabioc (autre traduction possible de Jabberwock) est un wyrm d'Avalon et un boss du jeu Wizard101.
- Dans le mod du jeu Half-Life 2, nommé "Post-exposure prophylaxis (en)"[38]. (Prophylaxie pré-exposition), qui met en scène l'intrusion du VIH dans un corps humain, nous retrouvons des références et des citations multiples à ce poème[38].
- Le Jabberwocky est un dragon-poulet que l'on peut affronter dans MediEvil[39].

#### De rôle
- Le Jabberwock est un monstre chaotique particulièrement puissant dans la première édition du jeu de rôle Warhammer.
- Le troisième bestiaire du jeu de rôle Pathfinder introduit le jabberwock parmi les créatures les plus puissantes du jeu, dragon féerique et destructeur
- Dans le jeu de cartes Munchkin, le Jabberwock est présent comme monstre à affronter.
- Dans Donjons et Dragons et d'autres jeux de rôle, l'adjectif vorpal est utilisé pour décrire une épée ou autre arme tranchante de grande qualité qui possède par magie une possibilité accrue de décapiter sa cible.
- Le livre Par-delà le Carnaval de Sorcelume (en) introduit le Jabberwock dans la 5e édition de Donjons et Dragons[40].

### Autres
L'astéroïde (7470) Jaseroque (internationalement (7470) Jabberwock) est nommé d'après le personnage homonyme.